# Amolops loloensis
Amolops loloensis é uma espécie de anfíbio da família Ranidae.
É endémica da China.
Os seus habitats naturais são: florestas temperadas, campos de gramíneas de clima temperado e rios.
Está ameaçada por perda de habitat.